# آنتوان سزار بکرل
 آنتوان سزار بکرل (Antoine César Becquerel؛ زاده ۷ مارس ۱۷۸۸ درگذشته ۱۸ ژانویه ۱۸۷۸) یک دانشمند اهل فرانسه بود.
وی پدر آلکساندر ادمون بکرل و لوئی آلفرد بکرل و پدربزرگ هانری بکرل بود